# Tellin

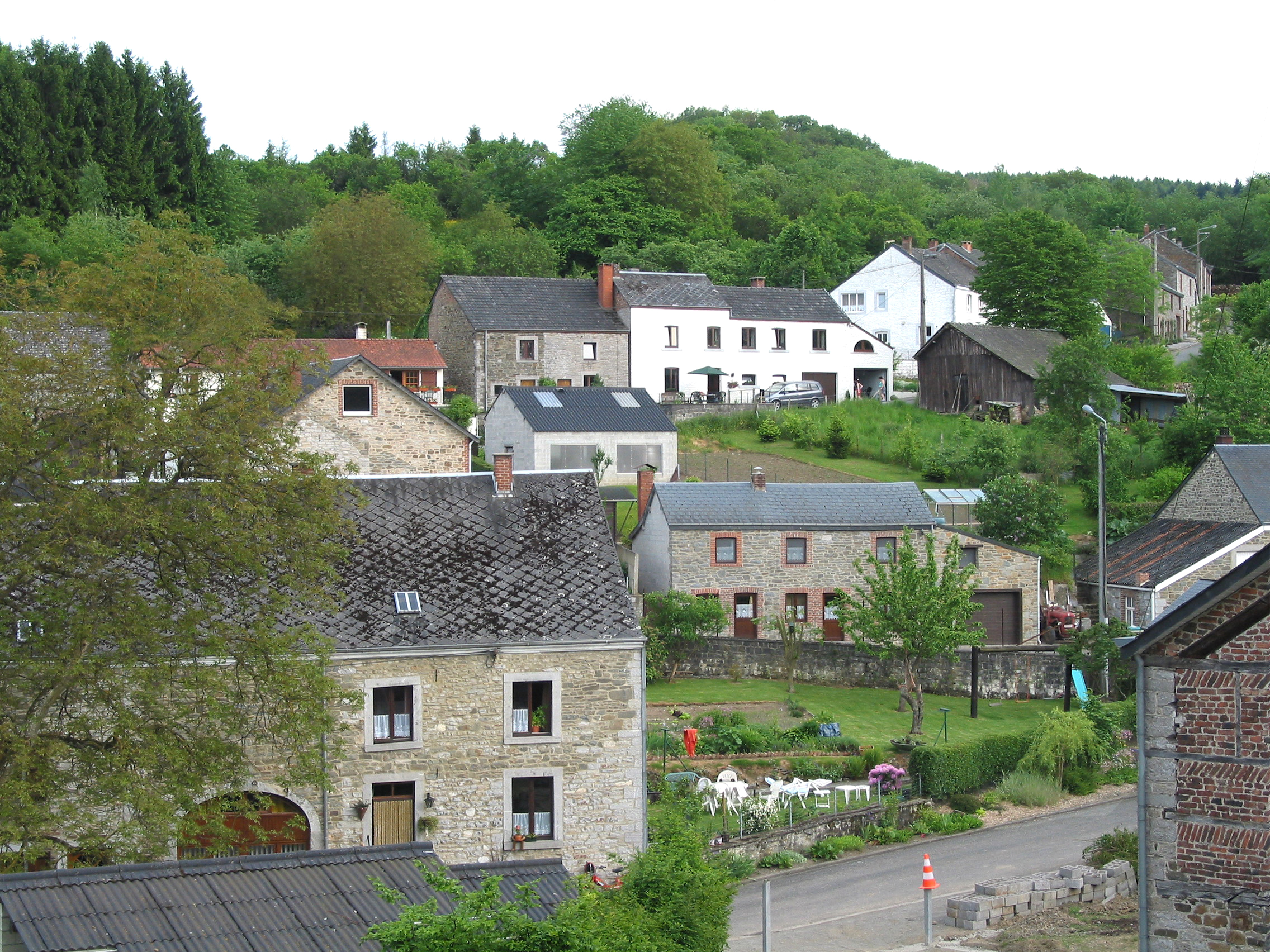
Khu vực "Val des Cloches" của Tellin

Tellin là một đô thị của Bỉ. Đô thị này nằm ở tỉnh Luxembourg, vùng Wallonie.
Ngày 1 tháng 1 năm 2007, đô thị này có diện tích 56,64 km², có dân số 2.386 người với mật độ dân số 42,1 người trên mỗi km².